# Munec
Munec (znanstveno ime Eriophorum) je rod ostričevk, v katerega uvrščamo okrog 25 vrst. Te rastline uspevajo v zmerno hladnih klimatskih področjih severne poloble, habitati pa so koncentrirani na kisli, močvirnati zemlji in najpogostejši v arktičnih tundrah.
Listi munca so podobni travam, glavice, v katerih se nahaja seme, pa so prekrite z bombažu podobnimi belimi korpenami. 

### Izbrane vrste
- Eriophorum altaicum Meinsh.
- Eriophorum angustifolium Honck.
- Eriophorum brachyantherum Trautv. & C.A.Mey.
- Eriophorum callitrix Cham. ex C.A.Mey. (arktični munec)
- Eriophorum chamissonis C.A.Mey.
- Eriophorum comosum (Wall.) Wall. ex C.B.Clarke
- Eriophorum crinigerum (A.Gray) Beetle
- Eriophorum gracile W.D.J.Koch ex Roth
- Eriophorum japonicum Maxim.
- Eriophorum latifolium Hoppe (širokolistni munec)
- Eriophorum microstachyum Boeck.
- Eriophorum russeolum Fr. ex Hartm. (rdeči munec)
- Eriophorum scheuchzeri Hoppe (beli munec)
- Eriophorum tenellum Nutt.
- Eriophorum vaginatum L. (nožničavi munec)
- Eriophorum virginicum L.
- Eriophorum viridicarinatum (Engelm.) Fern. (ozkolistni munec)